# Penelope (filme)
Penelope (prt/bra: Penelope) é um filme britano-estadunidense de 2006, dos gêneros comédia romântica e fantasia, dirigido por Mark Palansky. 
O filme participou do Festival de Cinema de Toronto de 2007, ano em que também participou do Cannes Film Market, na França, e do Karlovy Vary Film Festival, na Tchecoslováquia.[carece de fontes?]

## Sinopse
Há muitos anos, uma criada da família Wilhern engravidou do filho do patrão, mas ele não se casou com ela, pois pertencia a uma classe social inferior. A moça suicidou-se e sua mãe, que era uma bruxa, amaldiçoou as filhas da família Wilhern: a partir desse dia, elas nasceriam com nariz de porco. A maldição só seria quebrada se elas encontrassem o verdadeiro amor.
Penelope foi a primeira filha legítima a nascer na família após várias gerações, e tinha nariz de porco. Por esta razão, sua mãe a escondia do mundo na mansão da família, e a menina cresceu sozinha e sem amigos. Quando cresceu, seus pais passaram a procurar um noivo, para que casasse e a maldição fosse quebrada.

## Elenco
- Christina Ricci .... Penelope Wilhern
- James McAvoy .... Max / Johnny
- Catherine O'Hara .... Jessica Wilhern
- Richard E. Grant .... Franklin Wilhern
- Reese Witherspoon .... Annie
- Peter Dinklage .... Lemon
- Simon Woods .... Edward Vanderman III
- Ronni Ancona .... Wanda
- Nick Frost .... Max Campion
- Lenny Henry .... Krull